# Монголия на летних Олимпийских играх 2012
Монголия на летних Олимпийских играх 2012 была представлена в семи видах спорта.

## Награды
| Медаль  | Спортсмен                | Вид спорта | Дисциплина                        |
| ------- | ------------------------ | ---------- | --------------------------------- |
| Серебро | Нямбаярын Тогсцогт       | Бокс       | Мужчины, до 52 кг                 |
| Серебро | Найдангийн Тувшинбаяр    | Дзюдо      | Мужчины, до 100 кг                |
| Бронза  | Уранчимэгийн Монх-Эрдэнэ | Бокс       | Мужчины, до 64 кг                 |
| Бронза  | Соронзонболдын Батцэцэг  | Борьба     | Женщины, вольная борьба, до 63 кг |
| Бронза  | Сайнжаргалын Ням-Очир    | Дзюдо      | Мужчины, до 73 кг                 |

## Результаты соревнований

### Бокс
Спортсменов — 4
Мужчины
| Соревнование | Спортсмены               | Первый раунд                   | Второй раунд                   | Четвертьфинал                  | Полуфинал                    | Финал                         | Место                |
| Соревнование | Спортсмены               | Соперник Результат             | Соперник Результат             | Соперник Результат             | Соперник Результат           | Соперник Результат            | Место                |
| ------------ | ------------------------ | ------------------------------ | ------------------------------ | ------------------------------ | ---------------------------- | ----------------------------- | -------------------- |
| до 49 кг     | Пурэвдоржийн Сэрдамба    |                                | Девендро Сингх (IND) П 10-13   | Завершил выступление           | Завершил выступление         | Завершил выступление          | Завершил выступление |
| до 52 кг     | Нямбаярын Тогсцогт       | Эльвин Мамишзаде (AZE) В 18-11 | Винченцо Пикарди (ITA) В 17-16 | Жасурбек Латипов (UZB) В 15-10 | Михаил Алоян (RUS) В 15-11   | Робейси Рамирес (CUB) П 14-17 | 2                    |
| до 64 кг     | Уранчимэгийн Монх-Эрдэнэ | Зденек Хладек (CZE) В 20-12    | Ришарно Колен (MRI) В 15-12    | Том Сталкер (GBR) В 23-22      | Денис Беринчик (UKR) П 21-29 | Завершил выступление          | 3                    |
| до 69 кг     | Бямбын Тувшинбат         | Янник Митоумба (GAB) В 17-4    | Алексис Вастин (FRA) П 12-13   | Завершил выступление           | Завершил выступление         | Завершил выступление          | Завершил выступление |

### Борьба
Спортсменов — 8
Мужчины
Вольная борьба
| Категория | Спортсмен               | Турнир       | 1/16 финала        | 1/8 финала         | Четвертьфинал      | Полуфинал          | Финал              | Место |
| Категория | Спортсмен               | Турнир       | Соперник Результат | Соперник Результат | Соперник Результат | Соперник Результат | Соперник Результат | Место |
| --------- | ----------------------- | ------------ | ------------------ | ------------------ | ------------------ | ------------------ | ------------------ | ----- |
| до 55 кг  | Баяраагийн Наранбаатар  | За 1-е место |                    |                    |                    |                    |                    |       |
| до 55 кг  | Баяраагийн Наранбаатар  | За 3-е место |                    |                    |                    |                    |                    |       |
| до 74 кг  | Пурэвжавын Онорбат      | За 1-е место |                    |                    |                    |                    |                    |       |
| до 74 кг  | Пурэвжавын Онорбат      | За 3-е место |                    |                    |                    |                    |                    |       |
| до 84 кг  | Оргодолын Уйтумэн       | За 1-е место |                    |                    |                    |                    |                    |       |
| до 84 кг  | Оргодолын Уйтумэн       | За 3-е место |                    |                    |                    |                    |                    |       |
| до 120 кг | Жаргалсайханы Чулуунбат | За 1-е место |                    |                    |                    |                    |                    |       |
| до 120 кг | Жаргалсайханы Чулуунбат | За 3-е место |                    |                    |                    |                    |                    |       |

Женщины
Вольная борьба
| Категория | Спортсмен              | Турнир       | 1/16 финала        | 1/8 финала         | Четвертьфинал      | Полуфинал          | Финал              | Место |
| Категория | Спортсмен              | Турнир       | Соперник Результат | Соперник Результат | Соперник Результат | Соперник Результат | Соперник Результат | Место |
| --------- | ---------------------- | ------------ | ------------------ | ------------------ | ------------------ | ------------------ | ------------------ | ----- |
| до 48 кг  | Даваасухийн Отгонцэцэг | За 1-е место |                    |                    |                    |                    |                    |       |
| до 48 кг  | Даваасухийн Отгонцэцэг | За 3-е место |                    |                    |                    |                    |                    |       |
| до 55 кг  | Сундэвийн Бямбацэрэн   | За 1-е место |                    |                    |                    |                    |                    |       |
| до 55 кг  | Сундэвийн Бямбацэрэн   | За 3-е место |                    |                    |                    |                    |                    |       |
| до 63 кг  | Очирбатын Насанбурмаа  | За 1-е место |                    |                    |                    |                    |                    |       |
| до 63 кг  | Очирбатын Насанбурмаа  | За 3-е место |                    |                    |                    |                    |                    |       |
| до 72 кг  | Очирбатын Бурмаа       | За 1-е место |                    |                    |                    |                    |                    |       |
| до 72 кг  | Очирбатын Бурмаа       | За 3-е место |                    |                    |                    |                    |                    |       |

### Водные виды спорта

#### Плавание
Спортсменов — 2
В следующий раунд на каждой дистанции проходят лучшие спортсмены по времени, независимо от места занятого в своём заплыве.
Мужчины
| Соревнование        | Спортсмен    | Предварительные заплывы | Предварительные заплывы | Полуфиналы | Полуфиналы | Финал     | Финал |
| Соревнование        | Спортсмен    | Результат               | Место                   | Результат  | Место      | Результат | Место |
| ------------------- | ------------ | ----------------------- | ----------------------- | ---------- | ---------- | --------- | ----- |
| 100 м вольный стиль | Тамир Андреи |                         |                         |            |            |           |       |

Женщины
| Соревнование | Спортсмен             | Предварительный раунд | Предварительный раунд | Полуфинал | Полуфинал | Финал     | Финал |
| Соревнование | Спортсмен             | Результат             | Место                 | Результат | Место     | Результат | Место |
| ------------ | --------------------- | --------------------- | --------------------- | --------- | --------- | --------- | ----- |
| 100 м брасс  | Гантоморийн Оюунгэрэл |                       |                       |           |           |           |       |

### Дзюдо
Спортсменов — 9
Соревнования по дзюдо проводились по системе на выбывание. Утешительные встречи проводились между спортсменами, потерпевшими поражение в четвертьфинале турнира. Победители утешительных встреч встречались в схватке за 3-е место со спортсменами, проигравшими в полуфинале в противоположной половине турнирной сетки.
Мужчины
| Категория | Спортсмены               | 1/32 финала        | 1/16 финала                           | 1/8 финала           | Четвертьфинал        | Полуфинал            | Финал                | Место |
| Категория | Спортсмены               | Соперник Результат | Соперник Результат                    | Соперник Результат   | Соперник Результат   | Соперник Результат   | Соперник Результат   | Место |
| --------- | ------------------------ | ------------------ | ------------------------------------- | -------------------- | -------------------- | -------------------- | -------------------- | ----- |
| до 60 кг  | Даваадоржийн Томорхулэг  | Не участвовал      | Фелипе Китадай (BRA) пор. 0000 - 0110 | Завершил выступление | Завершил выступление | Завершил выступление | Завершил выступление | 17    |
| до 66 кг  | Хашбаатарын Цагаанбаатар | Не участвовал      |                                       |                      |                      |                      |                      |       |
| до 73 кг  | Сайнжаргалын Ням-Очир    | Не участвовал      |                                       |                      |                      |                      |                      |       |
| до 100 кг | Найдангийн Тувшинбаяр    |                    |                                       |                      |                      |                      |                      |       |

Женщины
| Категория | Спортсмены             | 1/16 финала        | 1/8 финала         | Четвертьфинал      | Полуфинал          | Финал              | Место |
| Категория | Спортсмены             | Соперник Результат | Соперник Результат | Соперник Результат | Соперник Результат | Соперник Результат | Место |
| --------- | ---------------------- | ------------------ | ------------------ | ------------------ | ------------------ | ------------------ | ----- |
| до 48 кг  | Монхбатын Уранцэцэг    | Не участвовала     |                    |                    |                    |                    |       |
| до 52 кг  | Монхбаатарын Бундмаа   |                    |                    |                    |                    |                    |       |
| до 57 кг  | Доржсурэнгийн Сумъяа   |                    |                    |                    |                    |                    |       |
| до 63 кг  | Цэдэвсурэнгийн Монхзая |                    |                    |                    |                    |                    |       |
| до 78 кг  | Пурэвжаргалын Лхамдэгд | Не участвовала     |                    |                    |                    |                    |       |

### Лёгкая атлетика
Спортсменов — 2
Мужчины
| Дисциплина | Спортсмен         | Предварительный раунд | Предварительный раунд | Четвертьфиналы | Четвертьфиналы | Полуфиналы | Полуфиналы | Финал     | Финал |
| Дисциплина | Спортсмен         | Результат             | Место                 | Результат      | Место          | Результат  | Место      | Результат | Место |
| ---------- | ----------------- | --------------------- | --------------------- | -------------- | -------------- | ---------- | ---------- | --------- | ----- |
| Марафон    | Бат-Очирын Сэр-Од |                       |                       |                |                |            |            |           |       |

Женщины
| Дисциплина | Спортсмен                  | Предварительный раунд | Предварительный раунд | Четвертьфиналы | Четвертьфиналы | Полуфиналы | Полуфиналы | Финал     | Финал |
| Дисциплина | Спортсмен                  | Результат             | Место                 | Результат      | Место          | Результат  | Место      | Результат | Место |
| ---------- | -------------------------- | --------------------- | --------------------- | -------------- | -------------- | ---------- | ---------- | --------- | ----- |
| Марафон    | Лувсанлхундэгийн Отгонбаяр |                       |                       |                |                |            |            |           |       |

### Стрельба
Спортсменов — 2
По итогам квалификации 6 или 8 лучших спортсменов (в зависимости от дисциплины), набравшие наибольшее количество очков, проходили в финал. Победителем соревнований становился стрелок, набравший наибольшую сумму очков по итогам квалификации и финала. В пулевой стрельбе в финале количество очков за попадание в каждой из попыток измерялось с точностью до десятой.
Мужчины
| Соревнование                          | Спортсмены     | Квалификация | Квалификация | Финал                | Всего                | Всего                |
| Соревнование                          | Спортсмены     | Результат    | Место        | Финал                | Результат            | Место                |
| ------------------------------------- | -------------- | ------------ | ------------ | -------------------- | -------------------- | -------------------- |
| Винтовка из трёх положений, 50 метров | Нянтайн Баяраа | 1154         | 33           | Завершил выступление | Завершил выступление | Завершил выступление |

Женщины
| Соревнование        | Спортсмены        | Квалификация | Квалификация | Финал | Всего     | Всего |
| Соревнование        | Спортсмены        | Результат    | Место        | Финал | Результат | Место |
| ------------------- | ----------------- | ------------ | ------------ | ----- | --------- | ----- |
| Пистолет, 25 метров | Отрядын Гундэгмаа |              |              |       |           |       |

### Стрельба из лука
Спортсменов — 2
Мужчины
| Соревнование              | Спортсмены         | Квалификация | Квалификация | 1/32 финала        | 1/16 финала        | 1/8 финала         | Четвертьфинал      | Полуфинал          | Финал              |
| Соревнование              | Спортсмены         | Результат    | Место        | Соперник Результат | Соперник Результат | Соперник Результат | Соперник Результат | Соперник Результат | Соперник Результат |
| ------------------------- | ------------------ | ------------ | ------------ | ------------------ | ------------------ | ------------------ | ------------------ | ------------------ | ------------------ |
| Индивидуальное первенство | Жанцангийн Гантугс |              |              |                    |                    |                    |                    |                    |                    |

Женщины
| Соревнование              | Спортсмены                | Квалификация | Квалификация | 1/32 финала        | 1/16 финала        | 1/8 финала         | Четвертьфинал      | Полуфинал          | Финал              |
| Соревнование              | Спортсмены                | Результат    | Место        | Соперник Результат | Соперник Результат | Соперник Результат | Соперник Результат | Соперник Результат | Соперник Результат |
| ------------------------- | ------------------------- | ------------ | ------------ | ------------------ | ------------------ | ------------------ | ------------------ | ------------------ | ------------------ |
| Индивидуальное первенство | Бишиндээгийн Урантунгалаг |              |              |                    |                    |                    |                    |                    |                    |